# Локатор (Apple)
Локатор — це служба відстеження активів від Apple Inc. , яка дозволяє користувачам відстежувати місцезнаходження пристроїв iOS, iPadOS, macOS, watchOS, AirPods, AirTags і ряду підтримуваних аксесуарів сторонніх розробників через підключений обліковий запис iCloud.  Користувачі також можуть ділитися своїм GPS-розташуванням з іншими користувачами пристроїв Apple і переглядати місцезнаходження інших, хто хоче поділитися своїм місцезнаходженням. Локатор був випущений разом із iOS 13 19 вересня 2019 року   об’єднавши функції попереднього Знайти Мій iPhone (відомого на комп’ютерах Mac як Знайти Мій Mac) і Знайти Моїх Друзів в одну програму.   У watchOS Find My розділено на три різні додатки: Find Devices, Find People і Find Items.
Після випуску для iOS Локатор пізніше був випущений для iPadOS 13.1 24 вересня 2019 року   та macOS 10.15 7 жовтня 2019 року 

## Робота у фоні

Попередня програма Find My iPhone використовувалася на iPhone 4S під керуванням iOS 9

Оригінальна програма «Знайти мій iPhone» була анонсована 10 червня 2009 року та випущена в червні 2010 року разом з iPhone OS 3. У той час для цього була потрібна платна підписка на службу Apple MobileMe.  Його було зроблено безкоштовно з оновленням iOS 4.2.1 22 листопада 2010 року, але лише для пристроїв, випущених у 2010 році.    З виходом iCloud у жовтні 2011 року сервіс став безкоштовним для всіх користувачів. Версія для Mac під назвою «Знайти мій Mac» була додана до OS X 10.7 Lion. 
«Find My Friends» було анонсовано 4 жовтня 2011 року, за день до смерті Стіва Джобса, і випущено 12 жовтня 2011 року, за кілька годин до фактичного випуску iOS 5 .  У жовтні 2015 року на iCloud.com було додано функцію «Знайти друзів», щоб переглядати місцезнаходження друзів у веб-браузері. 
В iOS 9 і Find My iPhone, і Find My Friends стали вбудованими додатками, тому їх не можна було видалити з пристроїв.  З випуском iOS 13 і macOS 10.15 Catalina функції Find My iPhone і Find My Friends були об’єднані в один додаток під простою назвою Локатор.

## Особливості

### Люди
Локатор дозволяє користувачам ділитися своїм GPS-розташуванням із контактами на пристроях iOS, iPadOS або macOS протягом години, до кінця дня або безстроково. Після надання доступу інші користувачі можуть бачити точне місцезнаходження пристрою людини на карті та отримувати маршрути до місця розташування людини. Можна налаштувати сповіщення, попереджаючи користувача, коли хтось залишає або прибуває у встановлене місце. 

Додаток Find My Friends, який використовується на iPad під керуванням iOS 7

### Пристрої
Користувачі можуть знайти місцезнаходження своїх пристроїв Apple і відтворити звук на пристрої на максимальній гучності, корисна функція, якщо пристрій заблукали. Пристрій також можна позначити як втрачений, блокуючи пристрій паролем і призупиняючи конфіденційні функції, такі як Apple Pay. Режим втрати також дозволяє користувачеві залишати повідомлення та контактну інформацію на екрані блокування пристрою.
Користувач також може стерти пристрій, видаливши весь вміст і налаштування, що корисно, якщо пристрій містить конфіденційну інформацію, однак після виконання цієї дії пристрій більше не можна знайти. Після завершення стирання повідомлення все ще може відображатися, а активація пристрою буде заблокована. Через це комусь буде важко використовувати або продавати пристрій. Пароль Apple ID потрібен, щоб вимкнути Локатор, вийти з iCloud, стерти пристрій або повторно активувати пристрій після блокування активації.
Починаючи з iOS 15, користувачі можуть знаходити свій пристрій iPhone 11 або новішої версії протягом 5 годин після розрядження акумулятора або до 24 годин, якщо він був вимкнутий користувачем вручну (за винятком SE 2-го та 3-го поколінь), через функція резерву ходу. Незважаючи на те, що iPhone Xr і Xs також підтримують резерв заряду для експрес-карт, їх неможливо визначити, якщо вони вимкнені. Apple не повідомила, як працює ця функція та чому вона ексклюзивна для цих моделей, але ймовірно, що ця функція використовує чіп iPhone U1, ексклюзивний для iPhone 11 і новіших моделей. 
Щоб мати право подати заявку на викрадений або втрачений iPhone, якщо він покритий програмою AppleCare+ із крадіжкою та втратою, на пристрої користувача має бути активна функція Локатор. 

### Предмети
З випуском iOS 14.3 елементи Bluetooth сторонніх виробників і аксесуари з підтримкою програми Find My network accessory також можна відстежувати на окремій вкладці «Елементи».  Якщо щось втрачено, але поза зоною дії Bluetooth, програма відображатиме останнє відоме місцезнаходження, доки інший пристрій iOS, iPadOS або macOS не буде поруч. Подібно до власних пристроїв Apple, елементи сторонніх виробників можна перевести в «режим втрати», який не дозволяє іншим підключатися до пристрою. Загублені предмети можна ідентифікувати в програмі Find My, що дозволяє користувачеві побачити повідомлення або контактну інформацію від власника загубленого предмета.
AirTags також використовують ультраширокосмугову технологію для пошуку втрачених речей (якщо пристрій Apple, який використовується для пошуку, підтримує її).

## Конфіденційність
Локатор, як і його попередник Find My Friends, підняли потенційні проблеми конфіденційності, що виникають через відстеження точного місцезнаходження користувача, без сповіщення користувачів про те, що вони стежать. Кілька функцій безпеки дозволяли користувачеві ділитися своїм місцезнаходженням лише з обраними ними людьми та вимикати дозвіл у будь-який час. «Друзі» могли відстежувати лише тих користувачів, які прийняли їхній запит на доступ. Користувач може будь-коли видалити їх із доступу або зробити відстеження лише тимчасовим. 
Запровадження відстеження предметів ще більше викликало занепокоєння у деяких, побоюючись, що пристрій може бути використаний для потенційного відстеження місцезнаходження людини без її відома, розміщуючи AirTag серед їхніх речей.  З того часу Apple представила сповіщення, які сповіщають користувача, якщо за ним стежить невідомий пристрій, намагаючись запобігти використанню пристрою для переслідування.

## Дивись також
- Знайти мій пристрій
- Life360
- iBeacon